# A dispărut o navă
A dispărut o navă (titlul original: în engleză Don't Give Up the Ship) este un film de comedie american, realizat în 1959 de regizorul Norman Taurog, după un subiect al lui Ellis Kadison, protagoniști fiind actorii Jerry Lewis, Dina Merrill, Diana Spencer, Mickey Shaughnessy și Robert Middleton. 

## Rezumat
După cel de-al Doilea Război Mondial, un distrugător de escortă, U.S.S. Kornblatt, a dispărut în mod misterios. Locotenentul John Paul Steckler al VII-lea, ultimul dintr-un lung șir de ofițeri ai marinei americane bun dar cam năuc, a fost însărcinat să comande pentru dezafectarea Kornblatt-ului înapoi în SUA, dar nu se știe cum, nava a dispărut fără urmă în călătoria sa spre casă. Acum, cu o alocație de 4 miliarde de dolari în joc, congresmanul Mandeville refuză să aprobe fondurile până când Kornblatt nu este găsit. Fostul superior al lui Steckler, viceamiralul Bludde, care a încercat să acopere acest incident jenant, nu are altă opțiune decât să se conformeze.
În momentul în care este gata să se îmbarce într-o lună de miere cu soția sa proaspăt căsătorită, Prudence, Steckler este urmărit de personalul Marinei și adus la Pentagon, unde este acuzat de trădare și deturnare răuvoitoare a proprietăților guvernamentale. Deși îi poate convinge pe amirali de nevinovăția sa, el este însă somat să găsească Kornblatt în următoarele zece zile, bulversându-i astfel atât soția, cât și planurile sale de lună de miere. Deoarece nu poate explica unde se află nava, Steckler esre pus în echipă cu agentul de la Naval Intelligence, Ensign Benson, care se întâmplă să fie tocmai o femeie atrăgătoare.
Benson folosește o terapie de relaxare pentru a activa memoria lui Steckler, cu mult efort reușind aceasta. Într-un flashback, se spune că în ziua în care ostilitățile din Pacific au fost în cele din urmă încheiate, Kornblatt a primit ordin să se întoarcă la Pearl Harbor pentru dezafectarea acelor membri ai echipajului cu suficiente puncte pentru aceasta. Steckler, asistat de subalternul Stan Wychinsky și de echipajul rămas, a încercat să aducă Kornblatt înapoi pe continent, dar Steckler a blocat nava pe un recif lângă o insulă ocupată de o garnizoană de soldații japonezi rătăciți.
Capturat de acei soldați în timp ce explora insula, Steckler a fost închis cu o noapte înainte de execuția sa iminentă, comandantul japonez, colonelul Takahashi, vrând doar să afle dacă războiul s-a încheiat cu adevărat. Până la eliberarea lui Steckler și la predarea garnizoanei lui însă, Kornblatt și echipajul ei, crezându-l mort au plecat deja.
Wychinsky fiind singurul lider în viață, Steckler și Benson îl caută la Miami în Florida, unde acesta lucrează ca luptător profesionist. De la el, ei află că s-a readus Kornblatt-ul conform instrucțiunilor, dar el fiind în mijlocul unui meci, își pierde memoria uitând numele oficialului responsabil cu preluarea navei, când adversarul său îl lovește în cap. Nedorind să mai petreacă mai mult timp separat de Prudence, Steckler ia un tren înapoi spre Washington, fiind nevoit să împartă un compartiment cu Benson (căreia întâmplător, îi place de el), această împrejurare ducînd la o neînțelegere promptă cu Prudence care îl aștepta la gara din Washington, care înfuriată, îl lasă acolo. În plus, Mandeville a redus drastic termenul limită în favoarea unei anchete imediate chiar în această zi.
Între timp, Wychinsky, care și-a amintit în sfârșit ce s-a întâmplat cu Kornblatt, l-a urmat pe Steckler la Washington și o întâlnește pe Prudence. Cei doi merg la audiere, care din cauza animozității lui Mandeville avansează foarte rău pentru Steckler și Bludde. Având o amânare de 48 de ore, Steckler și Wychinsky merg într-un loc pe ocean, unde se află epava navei Kornblatt, ultima folosință a acesteia fiind drept țintă pentru trageri.
După o scufundare îngrozitoare și luptă cu narcoza și o caracatiță uriașă, ei recuperează un clopot de pe Kornblatt, astfel cu acesta putând să confirme soarta navei. Întorși înapoi la anchetă, Mandeville dezvăluie ca omul care fără să vrea, a alocat nava pentru antrenamentul de trageri la țintă, ignorând birocrația. Reabilitat în cele din urmă, Steckler reușește să-și asigure un post semnificativ mai înalt în cadrul marinei și se reîntâlnește fericit cu Prudence.

## Distribuție
- Jerry Lewis – John Paul Steckler
- Dina Merrill – Ensign Benson
- Diana Spencer – Prudence
- Mickey Shaughnessy – Wychinsky
- Robert Middleton – vice amiralul Bludde
- Gale Gordon – congresmanul Mandeville
- Claude Akins – Lt. comandor Farber
- Hugh Sanders – amiralul
- Richard Shannon – comandorul Cross
- Yuki Shimoda – Colonel Takahashi (nemenționat)
- Chuck Wassil – comandorul Craig
- Mabel Albertson – dna. Trabert
- Al Bain – un acar la gară
- Brandon Beach – un acar la gară

## Producție
Pentru a portretiza fictiva navă USS Kornblatt a fost folosit distrugătorul USS Vammen (DE-644).
Filmul s-a bazat pe episodul Souvenir de la Teatrul Alcoa, difuzat pe 2 decembrie 1957, cu Jack Lemmon, scris de Ellis Arnold Kadison. Ideea lui Kadison s-a bazat pe Edward Anhalt, care a servit atunci la Army Air Force First Motion Picture Unit din Culver City, California, semnând pentru un avion Messerschmitt german capturat, care urma să fie folosit ca recuzită într-un film de antrenament. Când avionul a dispărut, Anhalt a primit o factură de 175.000 USD de la Guvernul SUA până când o cercetare a relevat că aeronava a fost descoperită ca o machetă pe un backlot al MGM.